# Francesco Calzona
Francesco Calzona (nascut el 24 d'octubre de 1968) és un entrenador de futbol italià que actualment dirigeix la selecció d'Eslovàquia.

## Carrera com a jugador
Calzona va tenir una carrera molt curta com a jugador, va aparèixer tres vegades amb l'Arezzo a la Sèrie B i també va participar en una única copa d'Itàlia.

## Carrera com a entrenador
Calzona va treballar com a entrenador aficionat i distribuïdor de cafè durant els anys noranta; durant la temporada 1999-2000, mentre estava a càrrec dels aficionats toscans Tegoleto, va optar per dimitir i, en canvi, va suggerir contractar el nou entrenador amateur Maurizio Sarri com a substitut. Des d'aleshores, va passar a formar part del cos tècnic de Sarri, sent el seu principal ajudant en tots els seus treballs com a entrenador fins al Nàpols.
El 2020, es va incorporar al cos d'entrenadors d'Eusebio Di Francesco a Càller, després va tornar a Nàpols l'any següent per treballar al costat del nou entrenador en cap de l'equip, Luciano Spalletti.

### Selecció eslovaca
El 30 d'agost de 2022, Calzona va ser contractat com a nou entrenador de la selecció d'Eslovàquia. Després de Pavel Hapal, Calzona es va convertir en el segon entrenador no autòcton de l'equip i el primer d'origen no txecoslovac.
El 16 de novembre de 2023, després d'una victòria per 4-2 contra Islàndia, l'Eslovàquia de Calzona es va classificar per a la UEFA Euro 2024.

### Nàpols
El 19 de febrer de 2024, el Napoli va anunciar el nomenament de Calzona com a nou entrenador en cap per a la resta de la temporada, en substitució de Walter Mazzarri només dos dies abans de l'anada dels vuitens de final de la UEFA Champions League 2023-24 contra el Barcelona. En fer-ho, s'espera que Calzona treballi com a entrenador d'Eslovàquia i com a entrenador en cap del Nàpols durant la resta de la temporada 2023-24, convertint-lo en el primer entrenador de la Sèrie A que també exerceixi simultàniament com a entrenador de l'equip nacional d'un país estranger durant el seu període. Aquest va ser el tercer tècnic del Nàpols de la temporada, després que Mazzarri hagués substituït prèviament Rudi Garcia.